# القوانين المناهضة للاشتراكية

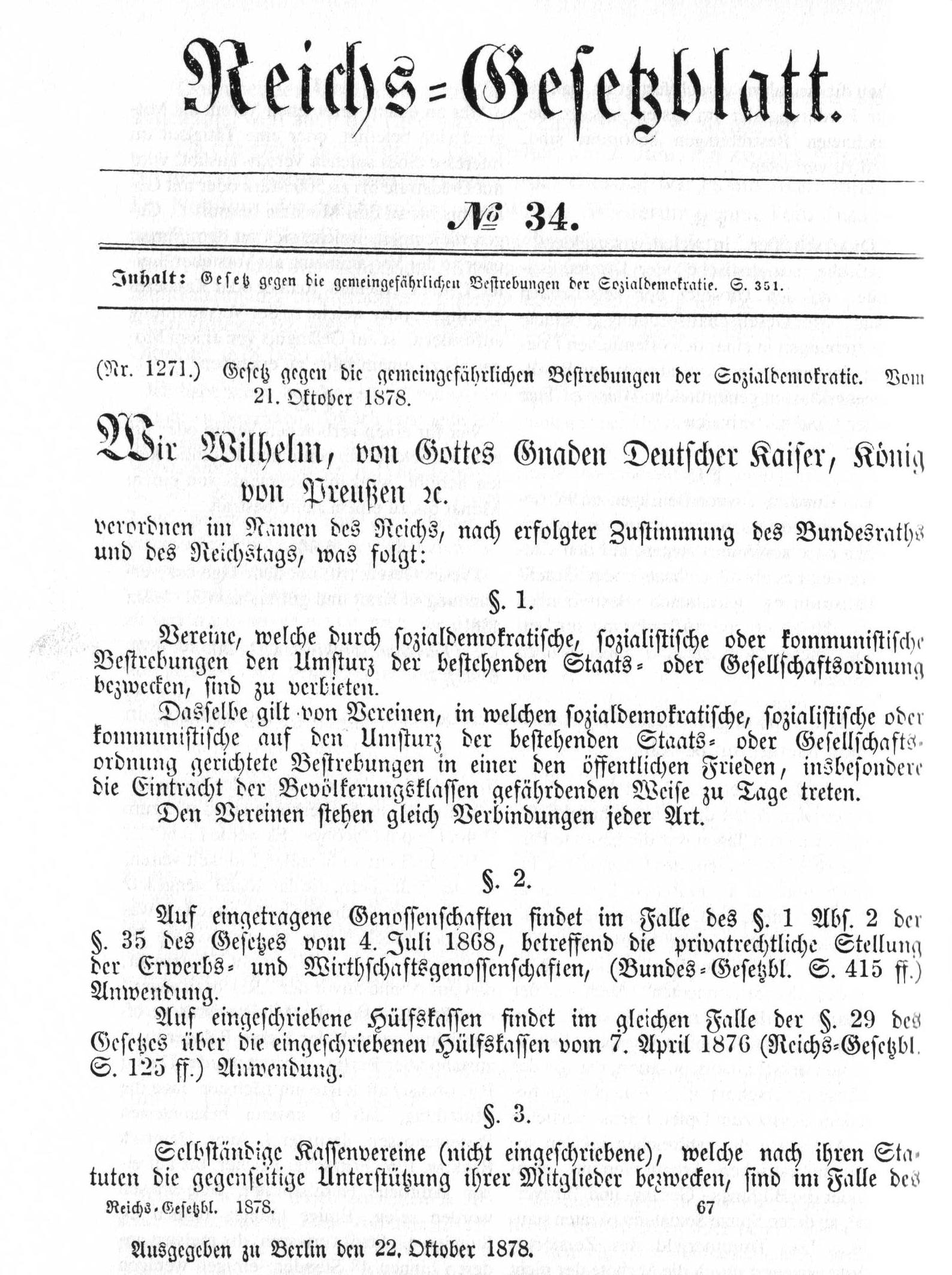
النشرة الرسمية الأولى لوثيقة القوانين المناهضة للاشتراكية 1878.

القوانين المناهضة للاشتراكية أو القوانين اللاشتراكية كانت سلسلة من الأحكام، تم إصدارها لأول مرة في 19 أكتوبر 1878 من قبل الرايخستاغ الألمانية، واستمر تطبيقها حتى 31 مارس 1881، ومددت أربع مرات بعد ذلك (في مايو 1880 ، في مايو 1884 ، في أبريل 1886 وفي فبراير 1888).  صدر التشريع بعد محاولتين فاشلتين لاغتيال القيصر فيلهلم الأول على يد المتطرفين ماكس هودل والدكتور كارل نوبيلينغ؛ وقد كان من المفترض كبح القوة المتزايدة للحزب الديمقراطي الاجتماعي الألماني، والذي كان السبب في التأثير على المتطرفين.

## معرض صور

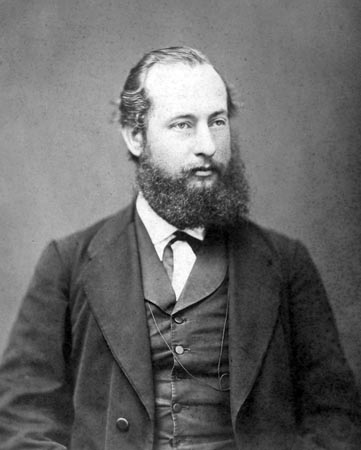
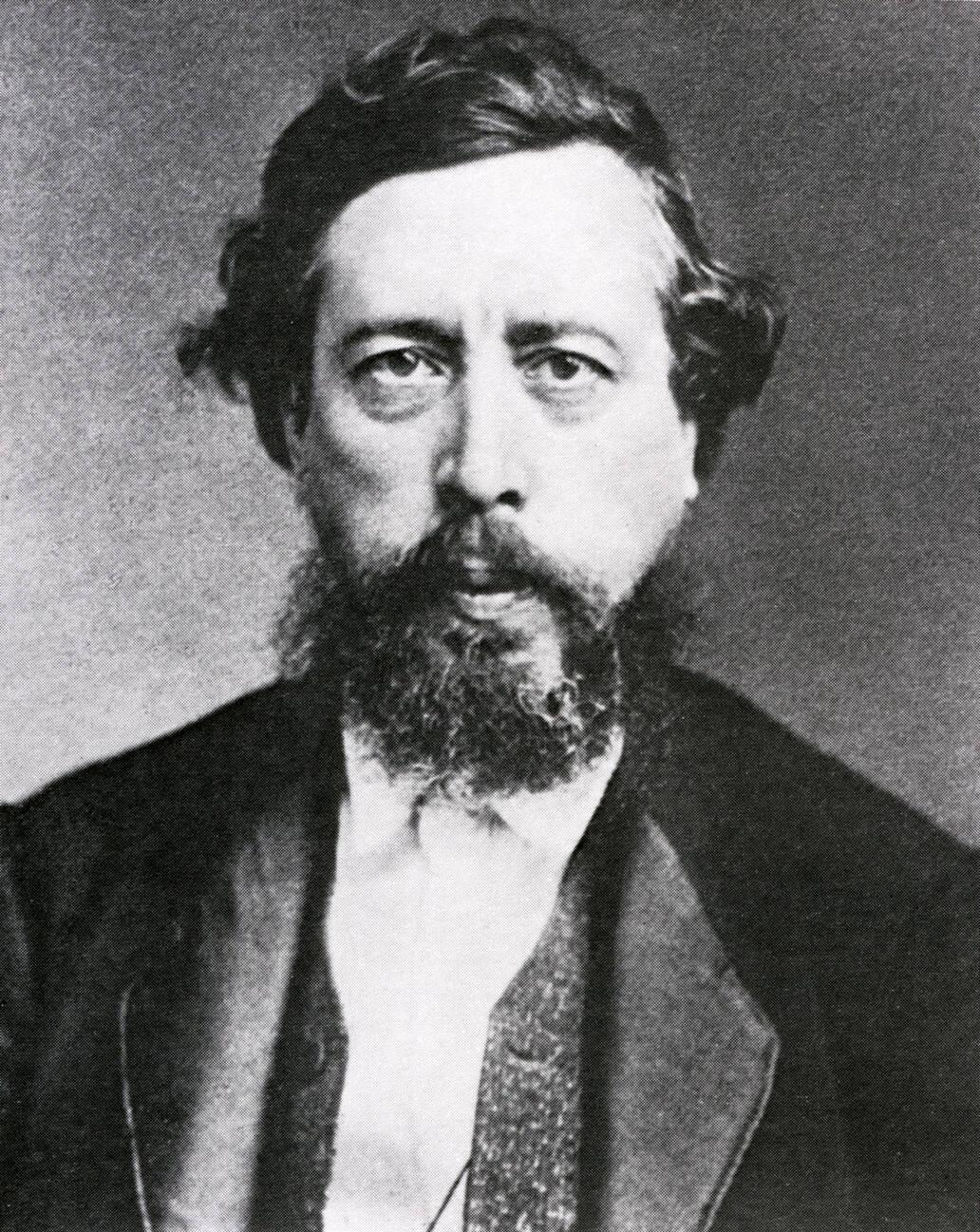
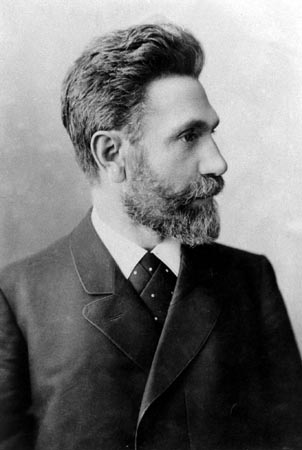
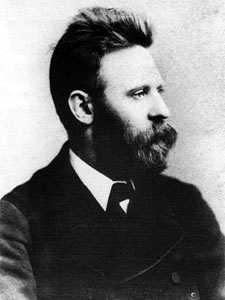